# Cotinis impia
Cotinis impia är en skalbaggsart som beskrevs av Henry Clinton Fall 1905. Cotinis impia ingår i släktet Cotinis och familjen Cetoniidae. Inga underarter finns listade i Catalogue of Life.